# Billy Wilder
Pour les articles homonymes, voir Wilder.
Samuel Wilder, dit Billy Wilder, est un réalisateur, producteur et scénariste autrichien de films noirs et de comédies, né le 22 juin 1906 à Sucha (actuelle Pologne, à l'époque dans l'Empire austro-hongrois en Galicie) et mort le 27 mars 2002 à Beverly Hills (Californie, États-Unis).
Billy Wilder est l'une des figures les plus importantes du cinéma américain du XXe siècle, notamment des années 1950 et 1960. Quatre de ses films sont présents dans le Top 100 de l'American Film Institute, tout comme pour Alfred Hitchcock et Stanley Kubrick. Il a dirigé quatorze acteurs différents ayant été nommés aux Oscars. Dans le classement du magazine Sight & Sound, il figure à la septième place des plus grands réalisateurs. Billy Wilder a obtenu l'AFI Life Achievement Award en 1986, prix remis par l'American Film Institute une fois par an à un acteur ou réalisateur ayant une carrière remarquable.
Maître incontesté de la comédie américaine des années 1950 et 1960, Billy Wilder a su imposer un style moraliste et caustique. Il a abordé des thèmes polémiques dans ses films comiques et tenté de s’opposer à l'opinion dominante ainsi qu’au puritanisme anglo-saxon. Il a exercé ses talents non seulement dans des comédies, mais aussi dans des films noirs ou historiques.

## Biographie

### Premières années
Issu d'une famille juive autrichienne, Samuel Wilder, du prénom de son grand-père maternel, naît dans une petite ville de l'Empire austro-hongrois dans l'actuelle Pologne. Il est tout jeune lorsque la famille s'installe à Vienne, où lui et son frère Wilhelm font leurs études primaires et secondaires. Son père rêve de le voir devenir avocat ou médecin mais il quitte rapidement l'université et opte pour une carrière de journaliste. Sa mère a fait un séjour aux États-Unis et était fascinée par Billy the Kid ou les Buffalo Bill Wild West Shows, ce qui explique le surnom familial de Billy qu'il adopte ensuite à la place de son prénom officiel, Samuel.

### Débuts professionnels
Billy Wilder travaille pour un journal viennois, où il est chargé d'articles sur le sport, de faits-divers, et commence également à rédiger des critiques sur les spectacles, notamment le cinéma. En 1926, il s'établit à Berlin où il survit un temps en jouant le gigolo ou le danseur mondain à l'hôtel Eden, tout en commençant à écrire des récits et des ébauches d'histoires. Il collabore à un journal allemand local, Berliner Zeitung am Mittag, puis un tabloïd pour lesquels il rédige des articles mais aussi des nouvelles et des romans-feuilleton à succès, généralement policiers ou burlesques. Ses enquêtes le mettent en contact avec des milieux et des personnes variés et l'amènent à se familiariser avec une diversité de décors et de personnages que l'on retrouve plus tard dans ses films.
C'est l'époque du cinéma muet. Il travaille, souvent comme nègre pour des scénaristes à succès et collabore avec d'autres professionnels du cinéma, notamment Fred Zinnemann, alors opérateur, et Robert Siodmak. Le succès d'une de ces œuvres, Les Hommes le dimanche (1930) lui vaut de signer un contrat avec l'Universum Film AG en 1929. Il gagne bien sa vie et commence à collectionner des œuvres d'art contemporain, notamment des meubles signés Mies van der Rohe.

### Exil
Son frère, Wilhelm, s'installe aux États-Unis dans le courant des années 1920. L'arrivée d'Adolf Hitler au pouvoir le contraint à son tour à l'exil. Billy Wilder séjourne d'abord à Paris, à l'hôtel Ansonia, rue de Saïgon (où vécurent de nombreux exilés allemands et autrichiens), où il vit chichement et fréquente un milieu d'expatriés allemands qui compte Franz Waxman, Friedrich Hollaender ou Peter Lorre. Il coréalise avec Alexandre Esway un film avec Danielle Darrieux (dont c'est déjà, à dix-sept ans, le huitième film), et Pierre Mingand : Mauvaise Graine. Joe May, un metteur en scène allemand, emporte un de ses scénarios à Hollywood et réussit à le placer en studio. Il contacte alors Wilder et lui demande de le rejoindre. Celui-ci obtient un visa de tourisme et s'embarque sur l'Aquitania pour les États-Unis, où la perspective d'une guerre le persuade de s'établir. Il ne reverra jamais sa mère.

### Carrière hollywoodienne
Billy Wilder sait à peine parler l'anglais et part. Néanmoins, il assimile la langue rapidement. Il écrit beaucoup de nouvelles qu'il fait traduire de l'allemand et réussit à en vendre aux studios de cinéma. Grâce à cette activité et ses contacts (dont Peter Lorre avec qui il partage un temps un appartement), il réussit à percer à Hollywood et signe un contrat avec la Paramount Pictures. Il travaille cinq jours et demi par semaine, rédige des scénarios originaux ou retravaille les textes d'autres scénaristes.
En 1938, il entame avec Charles Brackett un partenariat prolifique qui débouche sur plusieurs classiques de la comédie américaine, dont La Huitième Femme de Barbe-Bleue (1938) et Ninotchka (1939) d'Ernst Lubitsch, autre immigré allemand qu'il considère toute sa vie comme son « seul Dieu ». Lorsque la Paramount fait appel à Gary Cooper pour donner la réplique à Ingrid Bergman dans Pour qui sonne le glas, Wilder et Brackett servent de monnaie d'échange et se retrouvent au service du producteur Samuel Goldwyn. Ils écrivent alors le scénario de Boule de feu (1941) et son remake Si bémol et Fa dièse de Howard Hawks. Wilder retourne ensuite travailler au sein de la Paramount. Il rêve de passer à la mise en scène mais la répartition du travail dans l'industrie du cinéma américain et le poids des syndicats professionnels empêchent les scénaristes de réaliser leurs propres scripts. Wilder se retrouve alors dans une situation similaire à celle de Preston Sturges et Joseph L. Mankiewicz.

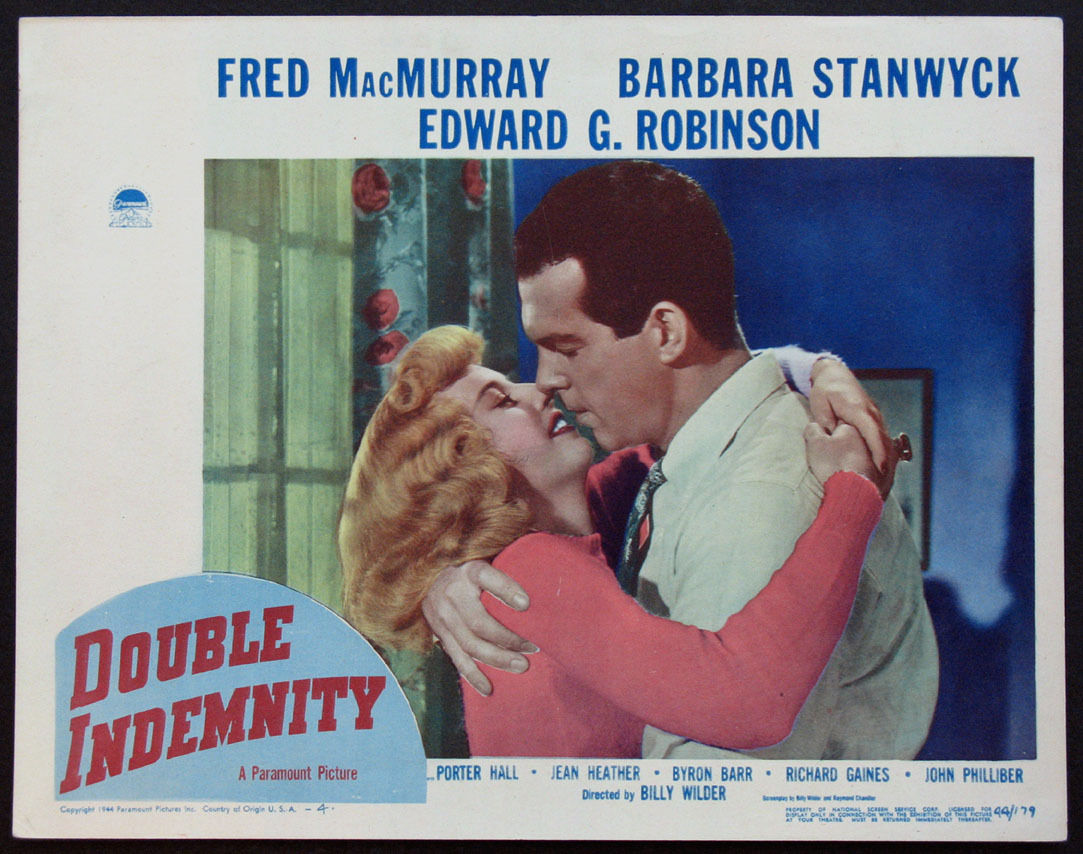
Assurance sur la mort (1944).

Après une âpre négociation avec la Paramount et le producteur Arthur Hornblow Jr., il est autorisé à mettre en scène Uniformes et Jupons courts (1942), suivi des Cinq Secrets du désert (1943). Avec la double casquette de réalisateur et de scénariste qu'il garde désormais de manière définitive, il signe un troisième long métrage coécrit avec Raymond Chandler : Assurance sur la mort (1944), adapté de James M. Cain, qui est sa première grande réussite et un modèle de film noir.
Dans l'immédiat après-guerre, Billy Wilder accepte de servir pendant cinq mois au sein de l'armée américaine dans la mission d'accompagner la reconstruction du cinéma et du théâtre allemands, essentiellement pour les dénazifier. Il lui est notamment demandé de raccourcir et mettre en forme la première version du premier documentaire à montrer la découverte des camps de concentration nazis, baptisé Death Mills,.

« Les pessimistes se sont retrouvés à Hollywood, et les optimistes à Auschwitz »

— Billy Wilder, Et tout le reste est folie - Mémoires
À partir de 1942, Charles Brackett produit plusieurs de ses films : Les Cinq Secrets du désert, Le Poison (1945), récompensé par quatre Oscars dont ceux du meilleur film, du meilleur réalisateur et du meilleur scénario adapté, qui traite de l'alcoolisme et Boulevard du crépuscule (1950) Oscar du meilleur scénario original avec Gloria Swanson star du cinéma muet. Ce film scelle la fin de la collaboration de Wilder avec Brackett. Dès lors, Wilder devient producteur de la plupart de ses œuvres.
Le cinéma de Billy Wilder devient plus caustique et cynique : il tourne notamment Le Gouffre aux chimères (1951), son film préféré.

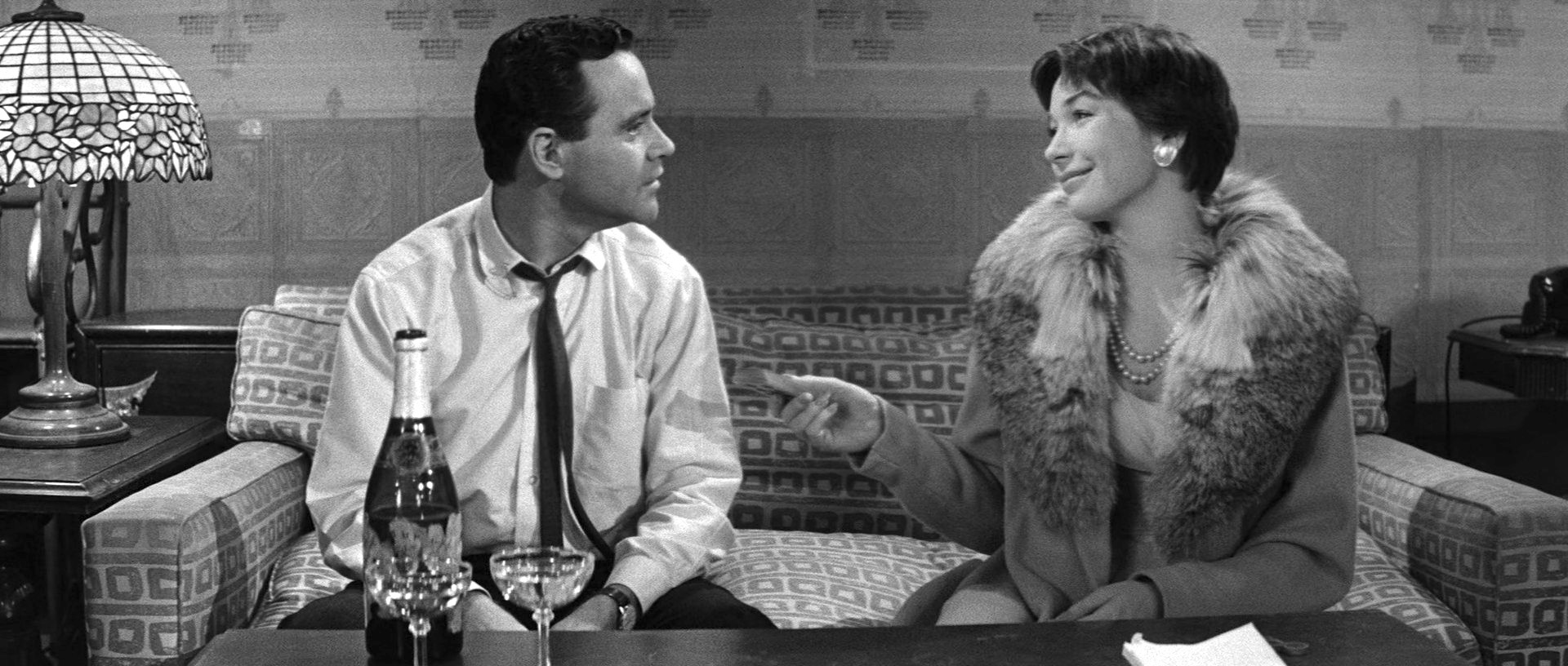
Jack Lemmon et Shirley MacLaine dans le film La Garçonnière (1960).

En 1957, il entame une collaboration prolifique avec le scénariste I. A. L. Diamond et leur entente est telle que les deux hommes travaillent ensemble sur une dizaine de films et livrent au passage quelques classiques parmi lesquels Certains l'aiment chaud (1959) et La Garçonnière (1960), couronné par cinq Oscars dont ceux du meilleur film, du meilleur réalisateur et meilleur scénario original.
Il dirige également Marilyn Monroe dans Sept Ans de réflexion (1955) et dans Certains l'aiment chaud où elle a pour partenaires Jack Lemmon et Tony Curtis. Billy Wilder tourne ses derniers films en Europe, comme Alfred Hitchcock, et prend sa retraite en 1981.

### Acteur fétiche
De 1959 à 1981 Billy Wilder réalisa sept films avec son acteur fétiche Jack Lemmon : Certains l'aiment chaud, La Garçonnière, Irma la Douce, La Grande Combine, Avanti!, Spéciale Première, Victor la gaffe.
Outre Jack Lemmon, le réalisateur collabora à de multiples reprises avec William Holden (quatre films), Walter Matthau (trois films) ou encore Marilyn Monroe, Audrey Hepburn et Shirley MacLaine (deux films).

### Mort

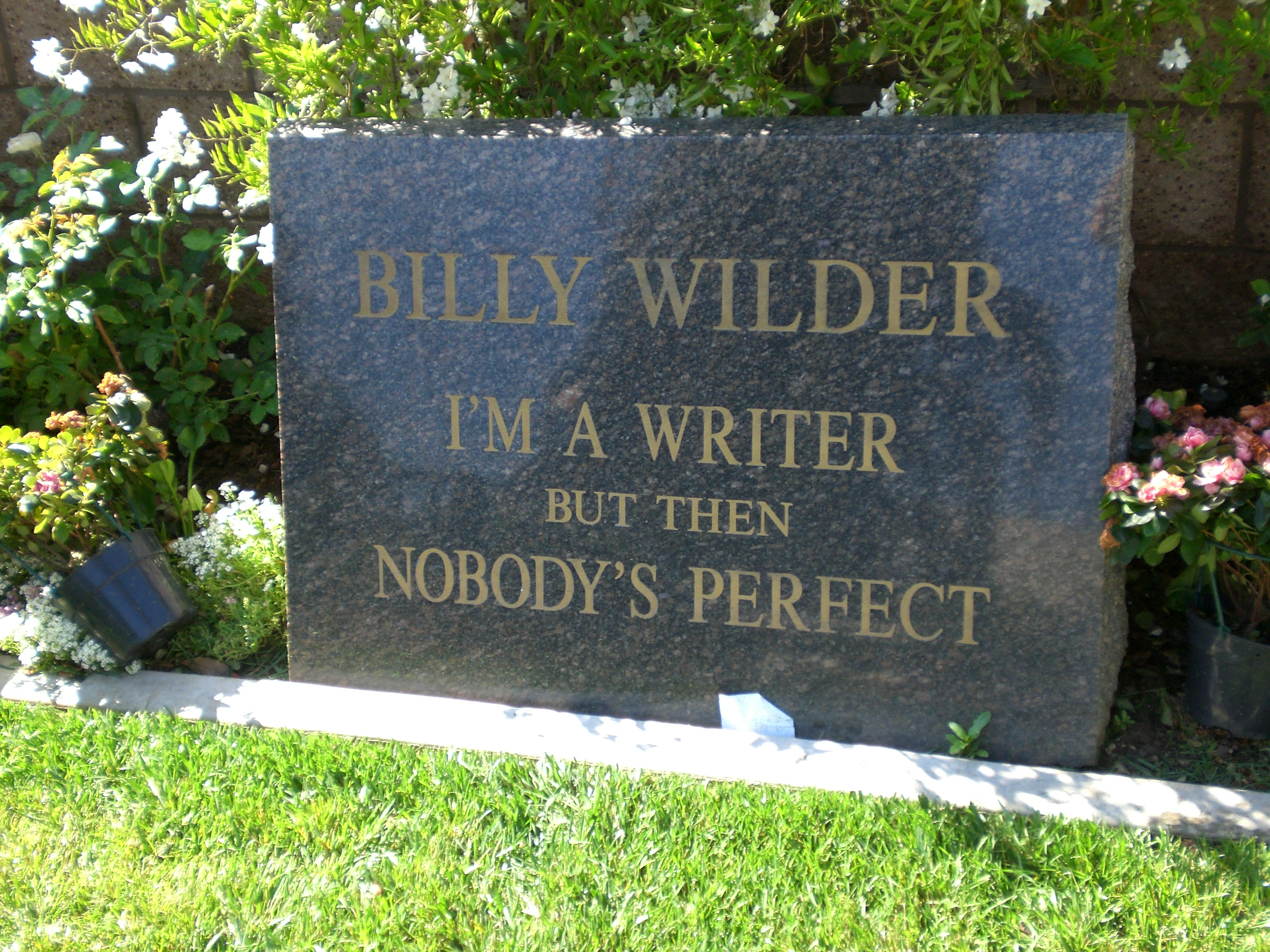
Pierre tombale de Billy Wilder au Westwood Memorial.

Billy Wilder est mort d'une pneumonie le 27 mars 2002 à Beverly Hills en Californie aux États-Unis.

## Style
Maître incontesté de la comédie américaine dans les années 1950 et 1960, le cinéaste a su imposer son style de moraliste et de caricaturiste corrosif, grâce à des scénarios d'une grande efficacité marqués par l'empreinte d'Ernst Lubitsch et illustrés par des mises en scène soignées et fluides, qui opèrent une véritable « radiographie de la société » de son temps.
Wilder a évoqué, dans ses films comiques, des sujets polémiques et cherchait à aller à l'encontre des discours dominants et du puritanisme anglo-saxons : l'adultère et ses tentations (Sept Ans de réflexion, Avanti!), le travestissement (Uniformes et Jupons courts, Certains l'aiment chaud, Un, deux, trois), l'amour à trois et la prédation masculine (Sabrina, Ariane), la prostitution et la fidélité (Embrasse-moi, idiot) dans lequel il pourfend le Code Hays, l'humiliation en entreprise (La Garçonnière) ou encore le marché noir et la corruption des militaires américains dans l'Allemagne d'après 1945 (La Scandaleuse de Berlin). Derrière une tonalité légère, ses personnages sont souvent sombres, manipulateurs et cyniques.
Il soigne particulièrement la chute de ses films, et certaines sont devenues célèbres : « Personne n'est parfait », « Tais-toi et donne », « Embrasse-moi, idiot » dans le film du même nom.
Son talent ne se limite pas à la comédie, il excelle également dans le film noir ou encore dans le film à costume.
Même si une partie de la critique le jugeait meilleur scénariste que metteur en scène et voyait en ses réalisations l'antithèse des audaces visuelles ou narratives et des prouesses techniques d'un Alfred Hitchcock et d'un Orson Welles, il semble que certains de ses films comme Assurance sur la mort et Boulevard du crépuscule (Sunset Boulevard) le réhabilitent aujourd'hui comme un créateur d'images hors pair.

Le succès de ses films auprès d’un large public lui a permis de rester l’un des rares cinéastes véritablement indépendants à Hollywood où il se plaisait à apporter sa touche européenne, affirmant : 

« Il y a une phrase de Renoir sur la différence entre les réalisateurs européens et les réalisateurs américains, par exemple entre Lubitsch, Wyler, Siodmak, Zinnemann, Sirk et moi d'un côté, et Ford ou Hawks de l'autre : en Amérique, tout marche comme sur des rails, alors que les films européens comportent toujours de charmants détours inattendus. »

## Filmographie

### Comme réalisateur
- 1934 : Mauvaise Graine
- 1942 : Uniformes et Jupons courts (The Major and the Minor)
- 1943 : Les Cinq Secrets du désert (Five Graves to Cairo)
- 1944 : Assurance sur la mort (Double Indemnity)
- 1945 : Death Mills
- 1945 : Le Poison (The Lost Weekend)
- 1947 : La Valse de l'empereur (The Emperor Waltz)
- 1948 : La Scandaleuse de Berlin (A Foreign Affair)
- 1950 : Boulevard du crépuscule (Sunset Boulevard)
- 1951 : Le Gouffre aux chimères (Ace in the Hole ou The Big Carnival)
- 1953 : Stalag 17
- 1954 : Sabrina
- 1955 : Sept Ans de réflexion (The Seven Year Itch)
- 1957 : Ariane (Love in the Afternoon)
- 1957 : L'Odyssée de Charles Lindbergh (The Spirit of Saint Louis) [23],[24]
- 1957 : Témoin à charge (Witness for the Prosecution)
- 1959 : Certains l'aiment chaud (Some Like It Hot)
- 1960 : La Garçonnière (The Apartment)
- 1961 : Un, deux, trois (One, Two, Three)
- 1963 : Irma la Douce
- 1964 : Embrasse-moi, idiot (Kiss Me, Stupid)
- 1966 : La Grande Combine (The Fortune Cookie)
- 1970 : La Vie privée de Sherlock Holmes (The Private Life of Sherlock Holmes)
- 1972 : Avanti!
- 1974 : Spéciale Première (The Front Page)
- 1978 : Fedora
- 1981 : Victor la gaffe (Buddy Buddy)

### Comme scénariste
- 1929 : Le Reporteur diabolique (Der Teufelsreporter de Ernst Laemmle
- 1929 : Les Hommes le dimanche (Menschen am Sonntag) de Robert Siodmak (coscénariste + 2e assistant-réalisateur)
- 1931 : Der falsche Ehemann de Johannes Guter
- 1931 : L'Homme qui cherche son assassin (Der Mann, der seinen Mörder sucht) de Robert Siodmak
- 1931 : Émile et les Détectives de Gerhard Lamprecht
- 1931 : Princesse, à vos ordres (Ihre Hoheit befiehlt) de Hans Schwartz
- 1932 : Une nuit à Vienne (Es war einmal ein Waltzer) de Victor Janson
- 1932 : Scampolo, ein Kind der Straße de Hans Steinhoff
- 1932 : Un rêve blond de Paul Martin
- 1932 : Das Blaue vom Himmel de Victor Janson
- 1933 : Adorable de William Dieterle
- 1933 : Ce que femme rêve (Was Frauen träumen) de Géza von Bolváry
- 1933 : Le Sexe faible de Robert Siodmak
- 1933 : Madame ne veut pas d'enfants de Hans Steinhoff
- 1934 : Musique dans l'air (Music in the Air) de Joe May
- 1935 : Un amoureux aux enchères (The Lottery Lover) de Wilhelm Thiele
- 1935 : Rivaux (Under Pressure) de Raoul Walsh
- 1937 : Champagne valse (Champagne Waltz) d'A. Edward Sutherland
- 1938 : La Huitième Femme de Barbe-Bleue (Bluebeard's Eighth Wife), d'Ernst Lubitsch
- 1938 : Cet âge ingrat (That Certain Age) d'Edward Ludwig
- 1939 : La Baronne de minuit (Midnight) de Mitchell Leisen
- 1939 : Ninotchka d'Ernst Lubitsch
- 1939 : What a Life de Theodore Reed
- 1940 : Éveille-toi mon amour (Arise, my love) de Mitchell Leisen
- 1940 : Rhythm on the River de Victor Schertzinger
- 1941 : Boule de feu (Ball of Fire) de Howard Hawks
- 1941 : Par la porte d'or (Hold Back the Dawn) de Mitchell Leisen
- 1942 : Six Destins (Tales of Manhattan) de Julien Duvivier
- 1948 : Si bémol et Fa dièse (A Song Is Born) de Howard Hawks
- 1958 : Témoin à charge (Witness for the Prosecution)
- 1967 : Casino Royale de John Huston
- 1970 : La Vie privée de Sherlock Holmes (The Private Life of Sherlock Holmes) (coscénariste)

### Comme producteur
- 1951 : Le Gouffre aux chimères (The Big Carnival)
- 1953 : Stalag 17
- 1954 : Sabrina
- 1955 : Sept Ans de réflexion (The Seven Year Itch)
- 1957 : Ariane (Love in the Afternoon)
- 1959 : Certains l'aiment chaud (Some Like It Hot)
- 1960 : La Garçonnière (The Apartment)
- 1961 : Un, deux, trois (One, Two, Three)
- 1963 : Irma la Douce
- 1964 : Embrasse-moi, idiot (Kiss Me, Stupid)
- 1966 : La Grande Combine (The Fortune Cookie)
- 1970 : La Vie privée de Sherlock Holmes (The Private Life of Sherlock Holmes)
- 1972 : Avanti!
- 1978 : Fedora

### Deuxième assistant-réalisateur
- 1929 : Les Hommes le dimanche (Menschen am Sonntag) de Robert Siodmak (+ co-scénariste)

## Récompenses et distinctions

### Récompenses
- Festival de Cannes 1946 : Grand prix international pour Le Poison
- Oscars 1946 : Oscar du meilleur film, Oscar du meilleur réalisateur, Oscar du meilleur scénario adapté pour Le Poison
- Oscars 1951 : Oscar du meilleur scénario original pour Boulevard du crépuscule
- Mostra de Venise 1951 : Prix international pour Le Gouffre aux chimères
- Oscars 1961 : Oscar du meilleur film, Oscar du meilleur réalisateur, Oscar du meilleur scénario original pour La Garçonnière
- Baftas 1961 : Bafta du meilleur film pour La Garçonnière
- Mostra de Venise 1972 : Lion d'or pour l'ensemble de sa carrière
- David di Donatello 1975 : David di Donatello du meilleur réalisateur étranger pour Spéciale Première
- Festival de Chicago 1978 : Hugo d'or pour Fedora
- Oscars 1988 : Prix Irving G. Thalberg d'honneur
- Prix du cinéma européen 1992 : Prix d'honneur pour sa carrière
- Berlinale 1993 : Ours d'or d'honneur

### Nominations
- Oscars 1940 : nomination à l'Oscar du meilleur scénario adapté pour Ninotchka
- Oscars 1942 : nomination à l'Oscar du meilleur scénario adapté pour Par la porte d'or et à l'Oscar de la meilleure histoire originale pour Boule de feu
- Oscars 1945 : nomination à l'Oscar du meilleur réalisateur et à l'Oscar du meilleur scénario adapté pour Assurance sur la mort
- Oscars 1949 : nomination à l'Oscar du meilleur scénario adapté pour La Scandaleuse de Berlin
- Oscars 1951 : nomination à l'Oscar du meilleur réalisateur pour Boulevard du crépuscule
- Oscars 1952 : nomination à l'Oscar du meilleur scénario pour Le Gouffre aux chimères
- Oscars 1954 : nomination à l'Oscar du meilleur réalisateur pour Stalag 17
- Oscars 1955 : nomination à l'Oscar du meilleur réalisateur pour Sabrina
- Oscars 1958 : nomination à l'Oscar du meilleur réalisateur pour Témoin à charge
- Oscars 1960 : nomination à l'Oscar du meilleur réalisateur pour Certains l'aiment chaud
- Oscars 1967 : nomination à l'Oscar du meilleur scénario original pour La Grande combine

#### En anglais
- Charlotte Chandler, Nobody's Perfect. Billy Wilder. A Personal Biography, New York, Schuster & Schuster, 2002
- Daniel Hermsdorf, Billy Wilder. Filme - Motive - Kontroverses, Bochum, Paragon-Verlag, 2006
- Glenn Hopp et Paul Duncan, Billy Wilder, Cologne / New York, Taschen, 2003
- Joseph McBride, Billy Wilder. Dancing of the Edge, Columbia University Press, 2021
- Ed Sikov, On Sunset Boulevard. The Life and Times of Billy Wilder, New York, Hyperion, 1999
- Maurice Zolotow, Billy Wilder in Hollywood, Pompton Plains, Limelight Editions, 2004

#### En français
- Michel Ciment, « Entretien avec Billy Wilder », Positif, no 269,‎ 1983, p. 15-28
- Gilles Colpart, Billy Wilder, Paris, éditions Edilig, 1983
- Cameron Crowe (trad. de l'anglais), Conversations avec Billy Wilder, Lyon/Arles, Institut Lumière, 2004, 285 p. (ISBN 2-7427-5262-5)
- Jérôme Jacobs, Billy Wilder, Paris, éditions Rivages Cinéma, 2006
- Noël Simsolo, Billy Wilder, Paris, Cahiers du cinéma, coll. « Grands Cinéastes », 2008, 94 p. (ISBN 978-2-86642-505-0)
- Patrick Brion, Billy Wilder, CNRS Éditions, coll. « Art/Cine », 2012, 233 p. (ISBN 978-2-271-07187-3)

#### Fiction
- Jonathan Coe, Billy Wilder et moi, trad. Marguerite Capelle, éditions Gallimard, coll. « Du monde entier », 2021  (ISBN 978-2072923920) Le roman est adapté au cinéma par Stephen Frears dans le film Billy Wilder and Me dont la sortie est prévue en 2023.

#### Documentaire
- Clara et Julia Kuperberg, Billy Wilder, la perfection hollywoodienne, Arte, 2023.